# Piggies
Piggies is een nummer van The Beatles van hun album The Beatles, beter bekend als The White Album. Het nummer is geschreven door George Harrison.

## Achtergrond
Het nummer is erg ongewoon als Harrison-compositie. Als componist stond hij bekend om eerder introspectieve nummers, vaak beïnvloed door zijn interesse in Indiase muziek (bijvoorbeeld Within You Without You van Sgt. Pepper's Lonely Hearts Club Band). Deze "splendidly acerbic social comment song" ("voortreffelijk bitter protestlied") werd door Ian MacDonald omschreven als een "embarrassing blot on his discography" (een "gênante schandvlek in zijn oeuvre") De tekst, die ging over 'kleine varkentjes' die noodgedwongen in de modder rondploeteren terwijl de 'grotere varkentjes' steeds schone gesteven witte hemden dragen, werd naast Harrison verder aangevuld door zijn moeder en bandlid John Lennon. Harrisons moeder bedacht "what they need is a damn good whacking", en Lennon droeg "clutching forks and knives to eat their bacon" bij aan het nummer.

## Opname
Een vroege versie van het nummer, opgenomen in Harrisons huis in Esher, Surrey, kwam terecht op het verzamelalbum Anthology 3 uit 1996 en op de vijftigste verjaardagseditie van The Beatles uit 2018.
Hoewel enkel George Martin als producer van de albumversie wordt vermeld, begon Chris Thomas eerst aan het nummer terwijl Martin op vakantie was op 19 september 1968. Thomas vond een klavecimbel in studio 1 van de EMI Studios die er al stond voor een klassieke muziek-opname die de volgende dag zou plaatsnemen. The Beatles verhuisden daarom van studio 2 naar studio 1. Op dezelfde dag speelde Harrison op de klavecimbel een nieuwe compositie voor aan Thomas, genaamd Something. Thomas was erg enthousiast, en stelde voor om Something in plaats van Piggies op te nemen, wat door Harrison geweigerd werd. Uiteindelijk zou Something aan Joe Cocker gegeven worden, die het nummer heeft opgenomen vóór The Beatles voor het album Joe Cocker!, maar pas verscheen na The Beatles' versie op Abbey Road.
Hoewel in de literatuur de meningen verdeeld zijn over de muzikale kwaliteiten van het nummer, valt de opname op door de vernieuwende en typische productietechnieken van Martin en Thomas. Voor de passages "play around in" en "damn good whacking" werd gebruik gemaakt van Artificial Double-Tracking (ADT), waarbij men dezelfde opname met een klein tijdsverschil afspeelt. In de opname wordt van 0:48 tot 1:03 het microfoonsignaal door een RS106 bandpass filter gestuurd. Lennon voegde opgenomen knorgeluiden uit de collectie van de opnamestudio toe aan Piggies.

## Link met Charles Manson
Sekteleider Charles Manson inspireerde zich op muziek van The Beatles, met name The White Album, om een op handen zijnde rassenoorlog en atoomoorlog te voorspellen. Revolution 1 en Helter Skelter zijn voorbeelden van nummers die door Manson foutief werden geïnterpreteerd. De inspiratie uit Piggies kwam naar voren tijdens de moordpartijen op Sharon Tate en anderen op 8 en 9 augustus 1969. Sharon Tate, de zwangere vrouw van filmregisseur Roman Polanski, werd samen met vier andere personen vermoord in Tate's huis door volgelingen van Manson. Het woord 'Pig' werd met bloed op de voordeur van de woning geschreven. De volgende dag werden Leno LaBianca en vrouw Rosemary brutaal vermoord met messen en vorken. Op de muren werden tevens met bloed aantekeningen gemaakt die verwezen naar Beatles-nummers, waaronder 'Death to Pigs'. Harrison nam aanstoot aan de associatie van het nummer met Manson. 

## Muzikanten
Bezetting volgens Ian MacDonald
- George Harrison - zang, gitaar
- John Lennon - tape loops
- Paul McCartney - basgitaar
- Ringo Starr - tamboerijn
- Chris Thomas - klavecimbel
- Henry Datyner, Eric Bowie, Norman Lederman en Ronald Thomas - violen
- John Underwood, Keith Cummings - altviolen
- Eldon Fox, Reginald Kilbey - celli

## Covers
- Zanger en acteur Theodore Bikel coverde het nummer voor zijn album uit 1969, A New Day.
- Leadzanger van Chumbawamba, Danbert Nobacon, maakte een versie van het nummer voor het verzamelalbum Fuck EMI uit 1989. Het album is een aanklacht tegen de businesspraktijken van EMI. Zijn versie kreeg de naam Piggies in Revolution 9.